# Sydafrikas MotoGP 2001
Sydafrikas MotoGP 2001 kördes den 22 april på Phakisa Freeway. 

## 500cc

### Slutresultat
| Plats | Förare              | Märke     | Grid | Kvaltid  |
| ----- | ------------------- | --------- | ---- | -------- |
| 1     | Valentino Rossi     | Honda     | 1    | 1.34,629 |
| 2     | Loris Capirossi     | Honda     | 2    | 1.34,872 |
| 3     | Tohru Ukawa         | Honda     | 6    | 1.35,537 |
| 4     | Shinya Nakano       | Yamaha    | 3    | 1.35,216 |
| 5     | Norifumi Abe        | Yamaha    | 7    | 1.35,692 |
| 6     | Àlex Crivillé       | Honda     | 9    | 1.35,996 |
| 7     | Kenny Roberts Jr.   | Suzuki    | 5    | 1.35,476 |
| 8     | Max Biaggi          | Yamaha    | 8    | 1.35,921 |
| 9     | Alex Barros         | Honda     | 12   | 1.36,149 |
| 10    | Sete Gibernau       | Suzuki    | 11   | 1.36,138 |
| 11    | Jurgen vd Goorbergh | Proton KR | 13   | 1.36,169 |
| 12    | Haruchika Aoki      | Honda     | 14   | 1.36,694 |
| 13    | José Luis Cardoso   | Yamaha    | 17   | 1.37,471 |
| 14    | Anthony West        | Honda     | 19   | 1.38,287 |
| 15    | Chris Walker        | Honda     | 16   | 1.37,410 |
| 16    | Olivier Jacque      | Yamaha    | 15   | 1.37,038 |
| 17    | Leon Haslam         | Honda     | 18   | 1.37,921 |
| 18    | Johan Stigefelt     | Yamaha    | 20   | 1.38,743 |
| 19    | Barry Veneman       | Honda     | 22   | 1.39,564 |
| 20    | Mark Willis         | Pulse     | 23   | 1.40,412 |
| 21    | Garry McCoy         | Yamaha    | 4    | 1.35,434 |
| 22    | Noriyuki Haga       | Yamaha    | 10   | 1.36,125 |
| 23    | Jay Vincent         | Pulse     | 21   | 1.39,222 |